# میدتاون (تورنتو)

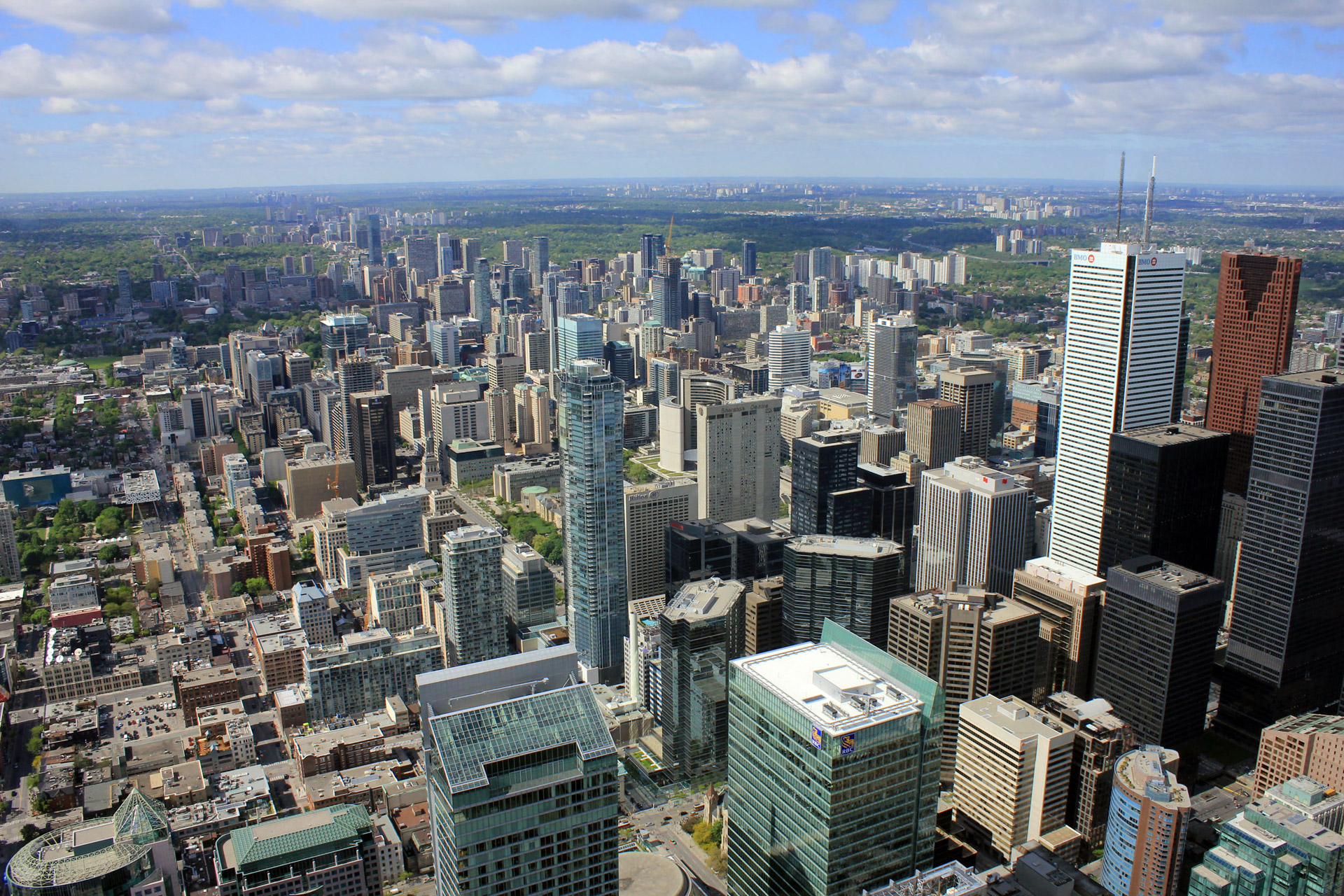

میدتاون (انگلیسی: Midtown, Toronto) یکی از چهار منطقه تجاری مرکزی خارج از مرکز شهر تورنتو تورنتو، انتاریو، کانادا است. واقع در شمال تورنتوی قدیم، مرزهای آن تقریباً توسط خیابان سنت کلر در جنوب و خیابان اگلینتون یا در شمال خیابان لارنس، به سمت شرق خیابان خیابان بی‌ویو و به سمت غرب خیابان دافرین مشخص شده‌است.. محله مرکزی منطقه یانگ–اگلینتون است.